# GNUbik
GNUbik est un jeu de puzzle, une implémentation logicielle du jeu Rubik's Cube.
Il est disponible sur la plus grande partie des systèmes Unix, notamment les distributions Linux comme Debian, SuSE, Guix System Distribution, Red Hat et Ubuntu.

## Fonctionnalités
En plus du jeu de base, des options sont disponibles, permettant de décorer le cube avec des couleurs ou des motifs spécifiques, ou des photos.
Des scripts internes peuvent résoudre tout ou partie du puzzle automatiquement.
Le joueur peut annuler ses mouvements pour recommencer le casse-tête ou pour revenir à une sauvegarde précédente.
Le logiciel permet également de montrer plusieurs vues du cube en même temps, par exemple l'avant et l'arrière du cube.